# Florence Moore
Pour les articles homonymes, voir Moore.
Florence Moore, née le 13 novembre 1886 à Philadelphie aux États-Unis et morte 	le 23 mars 1935 à Darby (Pennsylvanie), est une actrice américaine de vaudeville, de théâtre et du cinéma muet.

## Biographie
À treize ans, elle commence à chanter dans une chorale de l'église Saint Clément (en) à Philadelphie. Elle commence les tournées avec son frère Franck Moore et a sa première occasion de monter en scène, à Moscow (Idaho), alors qu'un des acteurs de la troupe est absent. Par la suite, elle devient une actrice régulière, jouant le rôle d'un chinois.
Elle fait sa première apparition à Broadway en 1912, dans le rôle de Clorinda Scribblem dans la pièce Hanky Panky. Durant les vingt années suivantes, elle participe à de nombreuses productions. En tant que comédienne, elle joue dans des comédies musicales, des revues sur Broadway et comme actrice de vaudeville lors de tournées en Amérique. Alors qu'elle joue dans la pièce The Champagne Girls, elle rencontre puis épouse William J. Montgomery : ils deviennent tous les deux membres d'une troupe populaire de vaudeville. Elle divorce de Montgomery puis épouse John O. Kerner. Plus tard, elle se sépare de ce dernier. Elle sera également mariée à Jules I. Schwob.
À New York, elle est mieux connue en tant que première femme maître de cérémonie au Palace Theatre mais aussi pour sa performance dans Parlor, Bedroom and Bath. Elle fait sa dernière apparition, sur scène, à New York, en 1932, dans une reprise de Cradle Snatchers.
Florence Moore meurt à l'hôpital Fitzgerald Mercy à Darby (Pennsylvanie), le 23 mars 1935, âgée de quarante-huit ans, à la suite d'une opération relative à un cancer.

## Filmographie
En tant qu'actrice de cinéma, Florence Moore a une brève carrière : la filmographie de Florence Moore, comprend les films suivants :
- 1929 : Apartment Hunting (court-métrage)
- 1924 : Broadway After Dark (apparition)
- 1917 : The Secret of Eve
- 1916 : The Weakness of Strength (en)
- 1913 : The Old Melody (court-métrage)

### Source de la traduction
- (en) Cet article est partiellement ou en totalité issu de l’article de Wikipédia en anglais intitulé « Florence Moore » (voir la liste des auteurs).